# تيم ديلارد
تيم ديلارد (بالإنجليزية: Tim Dillard)‏ هو لاعب كرة قاعدة أمريكي، ولد في 19 يوليو 1983 في ساراسوتا في الولايات المتحدة.

## وصلات خارجية
- تيم ديلارد على موقع دوري كرة القاعدة الرئيسي (الإنجليزية)
- تيم ديلارد على موقعبيزبول رفرنس.كوم (الدوري الرئيسي) (الإنجليزية)
- تيم ديلارد على موقعبيزبول رفرنس.كوم (الدوري الثانوي) (الإنجليزية)
- تيم ديلارد على موقع إي إس بي إن.كوم (أم.أل.بي) (الإنجليزية)
- تيم ديلارد على موقع مشجعي الرسوم البيانية (الإنجليزية)